# Едвин Линкоміес

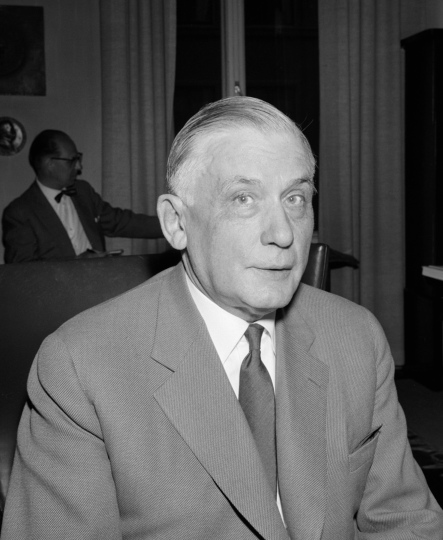
Edwin Linkomies, 1960

Едвин Линкоміес (фін. Edwin Johannes Hildegard Linkomies, до 1928 — Едвін Флінк, 1894, Виборг, Велике князівство Фінляндське, Російська імперія — 1963, Гельсінкі, Фінляндія) — фінський державний і політичний діяч, голова Національної коаліційної партії, 25-й прем'єр-міністр Фінляндії (1943 — 1944). 

## Життєпис
25-й прем'єр-міністр Фінляндії, голова Національної коаліційної партії.
Народився у Виборзі, ім'я при народженні — Едвін Флінк.  
У 19 років закінчив Гельсінський університет, у 22 захистив дисертацію, а через сім років був призначений професором і завідувачем кафедри латинської літератури.  
У 1920-х і 1930-х роках продовжував дослідження в Німеччині, в університетах Лейпцига і Галле, тісні контакти з німецькими університетами підтримував все життя.  
У 1932—1943 роках — проректор Гельсінського університету, після чого зайнявся політичною діяльністю. Його діяльність на посаді прем'єра тісно пов'язана із зусиллями Фінляндії щодо виходу з Другої світової війни і, в першу чергу, війни з СРСР. 
5 березня 1943 року президент Рісто Рюті відправив у відставку кабінет Йогана Рангелла і призначив Лінкоміеса новим прем'єр-міністром Фінляндії. Сам факт його призначення став для західних країн жестом, який показував, що Фінляндія прагне до виходу з війни.  
У лютому 1944 року Лінкоміес направив Юго Паасіківі до Швеції, де той почав перемовини з совєцькими дипломатами про можливість укладення сепаратного миру з СРСР. Отримані від совєцької сторони умови виходу Фінляндії з війни (СРСР, зокрема, вимагав інтернувати німецькі війська в Фінляндії, повернутися до кордонів 1940 і відновити оренду півострова Ханко і т. д.) Лінкоміес вважав неприйнятними.  
28 лютого 1944 року він виступив на закритому засіданні парламенту, де зазначив, що отримані пропозиції СРСР «схвалити неможливо». 19 квітня уряд Фінляндії сповістив СРСР (через міністерство закордонних справ Швеції) про відхилення совєцьких пропозицій. 
Перемовини з СРСР були відновлені лише в червні 1944 року, після ряду поразок фінських і німецьких військ. Уряд Лінкоміеса 22 червня був запрошений до СРСР через заступника міністра закордонних справ Швеції Бухемана умови виходу Фінляндії з війни. Наступного дня, 23 червня від Олександри Коллонтай фінам було передано наступну заяву:

«Ми поважаємо Бугемана і віримо в його миротворчу місію. Проте, так як ми були кілька разів обдурені фінами, ми хотіли б отримати від фінського уряду офіційну заяву за підписом прем'єра чи міністра закордонних справ, що Фінляндія капітулює і просить миру у СРСР. У разі отримання нами від фінського уряду такого документа, Москва буде згодна прийняти делегацію фінського уряду».

Лінкоміес розцінив цю заяву як вимогу беззастережної капітуляції Фінляндії. 
Одночасно 22 червня в Гельсінкі прибув міністр закордонних справ Німеччини Ріббентроп, місія якого завершилася підписанням президентом Рісто Рюті «особистого пакту» з Німеччиною. У своєму листі Гітлеру від 26 червня Рюті, як президент Фінляндії, узяв на себе зобов'язання не підписувати мир з Совєцьким Союзом і не дозволяти призначеному ним уряду або кому-небудь іншому йти на перемовини про мир інакше як при узгодженні його умов з Німеччиною.  
1 серпня Рісто Рюті подав у відставку з поста президента, і 4 серпня на посаду президента вступив Карл Маннергейм. Це було зроблено для того, щоб звільнити Фінляндію від зобов'язань Рюті перед Німеччиною, військово-політичне становище якої продовжувало погіршуватися. Після відставки Рісто Рюті з поста президента 4 серпня подав у відставку і кабінет Лінкоміеса, і через 4 дні було сформовано уряд Антті Гакцелля. 
Після війни на вимогу Москви засуджений до 5 з половиною років тюремного ув'язнення за уявні "військові злочини". 
У 1956—1962 роках — ректор Гельсінського університету, канцлер університету з 1962 року до смерті. 